# Напад дивовске жене
Напад дивовске жене (енгл. Attack of the 50 Foot Woman) је амерички научнофантастични хорор филм из 1958. године, режисера Нејтана Јурана (потписаног као Нејтан Херц), у коме главне улоге тумаче Алисон Хејз, Вилијам Хадсон и Ивет Викерс. Продуцент је био Бернард Вулнер, док је сценарио написао Марк Хана, а оригиналну музику компоновао Роналд Стајн. Филм је у Сједињеним Америчким Државама дистрибуирала компанија Allied Artists за „двоструко приказивање” заједно са филмом Рат сателита.
Радња филма прати судбину богате наследнице чији блиски сусрет са огромним ванземаљцем у његовом округлом свемирском броду доводи до тога да она нарасте у дивовску жену, што додатно компликује њен брак који је већ уздрман мужевљевим неверством.
Напад дивовске жене је варијација на друге научнофантастичне филмове 1950-их који су приказивали људе који мењају величину: Невероватни колосални човек (1957), његов наставак Рат колосалне звери (1958) и Невероватни човек који се смањује (1957); у овом случају, жена је главни јунак. Популарност и култни статус филма инспирисали су бројне пародије и омаже у популарним медијима.

## Радња
Телевизијски водитељ извештава о виђењима црвене ватрене кугле широм света. Са дозом шале, он израчунава да ће је њена путања довести до Калифорније. Ненси Арчер, богата, али веома узнемирена жена са историјом емотивне нестабилности и претераног опијања, те вечери вози путем у америчкој пустињи. Светлећа сфера се спушта на пуст аутопут испред ње, приморавајући је да скрене са пута. Када изађе да истражи објекат, из њега излази огромно створење које пружа руку ка њој.
Ненси успева да побегне и врати се у град, али јој нико не верује због њеног познатог проблема са алкохолом и недавног боравка у менталној установи. Њен неверни муж, Хари Арчер, више је заинтересован за своју нову девојку, локалну заводницу Хани Паркер. Он се претвара да је добар муж у нади да ће Ненси „пући” и вратити се у „лудницу”, чиме би он остао једини наследник њеног богатства од 50 милиона долара.
Ненси се нагоди са Харијем, тражећи од њега да претражи пустињу са њом у потрази за „летећим сателитом”, пристајући да се добровољно врати у санаторијум ако ништа не пронађу. Како ноћ пада, проналазе свемирски брод и из њега излази ванземаљац — у обличју огромног човека. Хари пуца из пиштоља на џина, али меци немају ефекта. Он бежи, остављајући Ненси иза себе.
Касније је проналазе на крову њене кућице код базена, у делиријуму, и породични лекар, др Кушинг, мора да је успава. Доктор примећује огреботине на њеном врату и износи теорију да је била изложена радијацији. Подстакнут својом љубавницом Хани, Хари планира да јој убризга смртоносну дозу седатива, али када се ушуња у њену собу, открива да је нарасла до џиновских размера. У сцени која подсећа на њен први сусрет са ванземаљцем, види се само огромна рука док Хари реагује у ужасу.
Кушинг и др Хајнрих фон Лоуб, стручњак кога је Кушинг позвао, не знају како да излече своју џиновску пацијенткињу, која је нарасла до висине од 50 стопа (15 метара). Држе је у коми изазваној морфином и оковају је ланцима, чекајући долазак полиције. Шериф и Џес, верни батлер Ненси Арчер, прате огромне отиске стопала који воде од њеног имања до ванземаљске сфере. Унутра налазе Ненсину дијамантску огрлицу (са највећим дијамантом на свету) и друге велике дијаманте, сваки у провидној сфери. Спекулишу да се драгуљи користе као извор енергије за ванземаљски брод. Огромни човек се поново појављује, па шериф и Џес беже.
У међувремену, Ненси се буди и ослобађа својих окова. Скида кров са своје виле и, обучена у нешто што личи на бикини направљен од чаршава, креће у град да се освети свом неверном мужу. Скида кров са локалног бара, угледа Хани и обрушава греду на своју супарницу, убијајући је. Хари у паници узима пиштољ заменика шерифа Чарлија и почиње да пуца, али она га хвата и односи. Меци немају видљивог ефекта. Шериф испаљује хитац из пушке, што изазива експлозију оближњег далековода, убијајући је. Доктори затим проналазе Харија мртвог у њеној шаци.

## Улоге
| Глумац         | Улога               |
| -------------- | ------------------- |
| Алисон Хејз    | Ненси Арчер         |
| Вилијам Хадсон | Хари Арчер          |
| Ивет Викерс    | Хани Паркер         |
| Рој Гордон     | др Ајзак Кушинг     |
| Џорџ Даглас    | шериф Дабит         |
| Кен Терел      | Џес Стаут           |
| Ото Валдис     | др Хајнрих фон Лоуб |
| Ајлин Стивенс  | медицинска сестра   |
| Френк Чејс     | заменик Чарли       |
| Мајкл Рос      | бармен Тони         |
| Мајкл Рос      | џиновски ванземаљац |